# Délia Tétreault
Pour les articles homonymes, voir Tétreault.
Délia Tétreault, née le 4 février 1865 à Marieville (Canada) et morte en 1941, est une religieuse et une fondatrice de congrégation canadienne. 

## Biographie
Née à Marieville, elle était passionnée par le travail missionnaire depuis son enfance. Instruite chez les sœurs de la Présentation et les sœurs de la Charité, elle avait voulu entrer dans le Carmel de Montréal.
En 1883, elle se sent appelée à fonder une congrégation pour servir les missions dans les terres étrangères. Elle fonde une première école en 1902, qui deviendra les missionnaires de l'Immaculée-Conception avec l'approbation du pape Pie X.
Prenant en religion le nom de Marie du Saint-Esprit, elle crée Mond'Ami en 1916, une œuvre pour les enfants de Montréal. Elle lance aussi une revue appelée Le Précurseur. En 1921, elle fait une demande auprès des évêques du Canada pour la création d'une société de prêtres missionnaires et d'un séminaire pour les y former. 
Très active et vouée à la cause de l'instruction et de la mission, elle tombe malade en 1933. Elle éprouve la paralysie à travers la prière et l'action de grâce. Elle meurt en 1941, âgée de soixante-seize ans.  
Sa cause en béatification est ouverte en 1958 et elle est déclarée vénérable par Jean-Paul II le 18 décembre 1997. Le centre Délia-Tétreault sur la Côte-Sainte-Catherine d'Outremont a été nommé en son honneur.